# Peciu Nou, Timiș
Peciu Nou (Nume anterior (1924-25): Mielcu, maghiară Újpécs, germană Neupetsch sau Ulmbach,sârbă Ulbeč/Улбеч) este satul de reședință al comunei cu același nume din județul Timiș, Banat, România.

## Localizare
Se situează în sudul județului Timiș, la 22 km sud-vest de municipiul Timișoara, pe drumul județean DJ593 Timișoara - Foeni. Dispune de stație la calea ferată Timișoara - Cruceni.
Peciu Nou se învecinează la nord-vest cu Diniaș, la nord-est cu Parța, la sud cu Cebza, la sud-vest cu Giulvăz și la vest cu Sânmartinu Sârbesc.

## Istorie
Prima atestare documentară a localității Peciu Nou datează din 1333, în documentele de dijmă papală, unde apare cu numele Veybech. În secolul XVI a constituit un important punct de rezistență antiotomană.
Atât la conscripția austriacă din 1717 cât și pe harta contelui Mercy din 1723-1725, satul nu mai este menționat. Primii coloniști sunt însă amintiți în 1723 și se știe că după răscoala din 1736-1739, Peciul Nou avea 94 de familii germane. La conscripția din 1743 este consemnată ca localitate locuită de germani, cu numele de Uypez. Într-un timp s-a mai numit și Neu Wien (Noua Viena).